# Народне ополчення Донбасу
«Наро́дне опо́лчення Донба́су» (рос. Народное ополчение Донбасса) — проросійська терористична воєнізована організація, що у 2014 році діяла на території Донецької області та брала активну участь у війні на Донбасі, входила до складу так званої «Армії Новоросії».
Утворення навесні 2014 року під час проросійських виступів. В подальшій війні на сході України, вела бойові дії проти українських військових. Українським урядом розцінюється, як сепаратистська та терористична організація.
Символами служили російські прапори, георгіївські стрічки та прапори ДНР.
З 2015 року реформована як 1-й армійський корпус.

## Історія

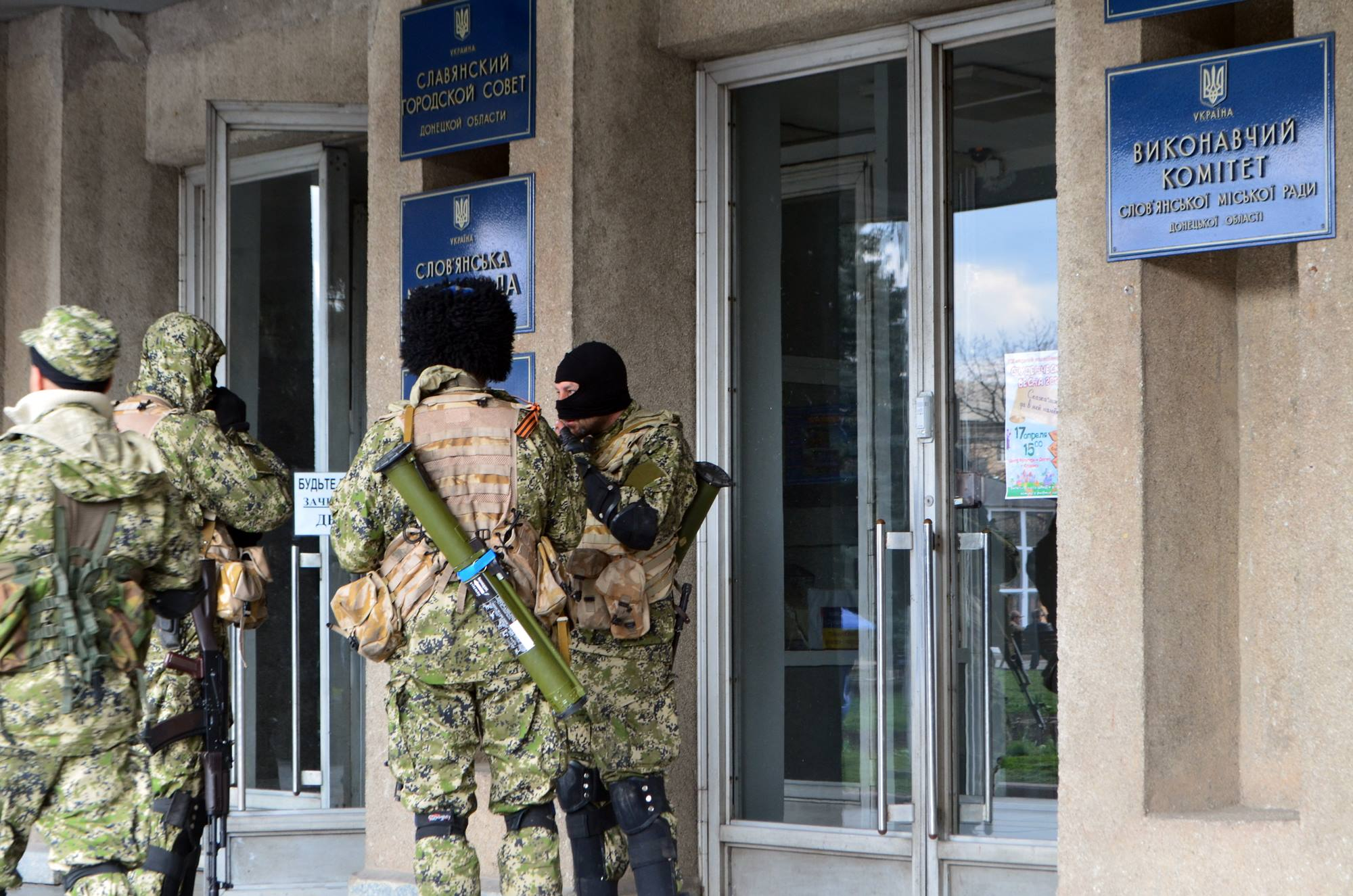
Слов'янська міська рада під контролем терористів з георгіївськими стрічками, автоматами та протитанковими гранатометами РПГ-26

Навесні 2014 року організація брала участь у проросійських виступах у регіоні. Люди масово виходили на мітинги проти нового українського уряду, виступали за федералізацію України, запровадження російську мову, як другу державну. Правоохоронні органи України арештували лідерів організації: 6 березня було затримано Павла Губарєва, 22 березня — Михайла Чумаченка. Бійці організації брали участь у захопленні адміністративних будівель у Донецькій, Луганській та Харківській області у квітні 2014 року. Від попередніх протестів акція в квітні насамперед відрізнялася тим, що активістам вперше вдалося заволодіти вогнепальною зброєю з арсеналів СБУ у Донецьку та Луганську. 11 квітня було оголошено початок формування збройних загонів самооборони. Командувачем було вирішено призначити Ігоря Хакімзянова. У квітні протестувальники взяли під контроль відділи міліції та СБУ у низці міст Донецької області, у тому числі в самому Донецьку, Слов'янську, Краматорську, Горлівці, Красному Лимані, Костянтинівці та ін. вони поставили під свій контроль та низку адміністративних будівель у населених пунктах Донецької області.

### Початок війни
З приходом російських загонів вторгнення на чолі з офіцерами спецслужб, члени допомагали у захопленні відділків МВС у Слов'янську та Краматорську. Згодом будівлю міської ради у Маріуполі. Перші серйозні сутички між прихильниками ДНР та українськими збройними силами сталися 15 квітня у Краматорську. 16 квітня прихильники ДНР спробували взяти штурмом військову частину у Маріуполі. За кілька днів українське командування почало застосовувати авіацію. 22 квітня озброєні формування ДНР під Слов'янськом обстріляли один із українських літаків. До кінця травня тривали локальні сутички та спроби штурму військових об'єктів. 25 квітня озброєним формуванням ДНР вдалося знищити гелікоптер Мі-8 ВПС України.
У травні озброєні формування ДНР продовжили захоплення адміністративних будівель та відділів міліції. 2 травня українська армія, сили МВС та формування «Правого сектору» здійснили масштабну атаку на Слов'янськ та Краматорськ. Під час боїв, які тривали кілька днів, озброєним формуванням ДНР вдалося відбити атаки. Також було знищено не менше 3 українських гелікоптерів. 9 травня у Маріуполі відбулися сутички між прихильниками федералізації та бійцями української Національної гвардії, внаслідок яких за різними оцінками загинуло від 7 до 46 осіб. 7 травня українські правоохоронці затримали Ігоря Какідзянова.

### Переформатування
До березня 2015 року відбулося переформатування організації на 1-й армійський корпус.